# Cephaloscyllium cooki
Cephaloscyllium cooki és una espècie de peix de la família dels esciliorrínids i de l'ordre dels carcariniformes.

## Morfologia
- Els mascles poden assolir 29,5 cm de longitud total.[4]

## Hàbitat
És un peix marí de clima tropical que viu entre 223-300 m de fondària.

## Distribució geogràfica
Es troba a Austràlia i Indonèsia.